# ابن الأخرم
ابن الأخرم النيسابوري الشيباني (250 هـ - 344 هـ) هو محدِّث وعالم مسلم، من أهل نيسابور، وشيخ أبو عبد الله الحاكم النيسابوري، له تصانيف منها المستخرج على الصحيحين والمسند الكبير.

## سيرته ومناقبه
هو أبو عبد الله محمد بن يعقوب بن يوسف الشيباني النيسابوري بن الأخرم، ويعرف قديمًا بابن الكرماني، هو إمام من أئمة المسلمين، ومحدِّث من الثقات، حفظ الحديث وجمع فأوعى، ومع حفظه وسعة علمه لم يرحل في الحديث، بل قنع بحديث بلده.
شهد جنازة الإمام محمد بن يحيى الذهلي، وصلى عليه، وصنف كتاب «المستخرج على الصحيحين» وصنف «المسند الكبير»، وسأله أبو العباس السراج أن يخرج له كتابًا على «صحيح مسلم» ففعل. وكان يقول: «ذهب عمري في جمع هذا الكتاب - يعني "المستخرج" على كتاب مسلم -.»، وكان يقول: «من حقنا أن نجهد في زيادة الصحيح».

## روايته للحديث
- حدث عن: ولده يحيى بن محمد حيكان، وعلي بن الحسن الهلالي الدرابجردي،[معلومة 1] وإبراهيم بن عبد الله السعدي، ومحمد بن عبد الوهاب الفراء، وخشنام بن الصديق، وإسحاق بن عمران الإسفراييني الفقيه، والحسين بن الفضل البجلي المفسر، ومحمد بن نصر المروزي الإمام، وجعفر بن محمد الترك، والحسين بن محمد بن زياد القباني،[1] ومحمد بن المسيب الأرغياني.[4]
- حدث عنه: أبو بكر بن إسحاق الصبغي، وحسان بن محمد الفقيه، وأبو عبد الله بن منده، وأبو عبد الله الحاكم، ويحيى بن إبراهيم المزكي، وخلق كثير.[1]
- مرتبته عند أهل الحديث: قال أبو عبد الله الحاكم النيسابوري: «كان صدر أهل الحديث ببلدنا بعد ابن الشرقي، يحفظ ويفهم.»، وقال: «وكان أبو عبد الله من أنحى الناس، ما أخذ عليه لحن قط، وله كلام حسن في العلل والرجال.»، وقال محمد بن صالح بن هانئ: «كان ابن خزيمة يقدم أبا عبد الله بن يعقوب على كافة أقرانه، ويعتمد قوله فيما يرد عليه، وإذا شك في شيء عرضه عليه.».[1]